# Stephanie Brunner
Stephanie Brunner, avstrijska alpska smučarka *20. februar 1994

## Rezultati svetovnega pokala

##### Sezonska lestvica
| Sezona | Starost | Skupni seštevek | Slalom       | Veleslalom   | Superveleslalom | Alpska kombinacija |              |
| ------ | ------- | --------------- | ------------ | ------------ | --------------- | ------------------ | ------------ |
| 2012   | 17      | 117.            | 56.          | -            | -               | -                  |              |
| 2013   | 18      | ni tekmovala    | ni tekmovala | ni tekmovala | ni tekmovala    | ni tekmovala       |              |
| 2014   | 19      | ni tekmovala    | ni tekmovala | ni tekmovala | ni tekmovala    | ni tekmovala       |              |
| 2015   | 20      | ni tekmovala    | ni tekmovala | ni tekmovala | ni tekmovala    | ni tekmovala       |              |
| 2016   | 21      | 55.             | -            | 20.          | -               | 22.                |              |
| 2017   | 22      | 35.             | 38.          | 12.          | 52.             | 16.                |              |
| 2018   | 23      | 21.             | 28.          | 6.           | -               | 11.                |              |
| 2019   | 24      | 16.             | 15.          | 8.           | -               | -                  |              |
| 2020   | 25      | ni tekmovala    | ni tekmovala | ni tekmovala | ni tekmovala    | ni tekmovala       | ni tekmovala |
| 2021   | 26      | 47.             | -            | 15.          | -               | -                  |              |

##### Top 3
| Sezona | Datum             | Kraj            | Disciplina | Mesto |
| ------ | ----------------- | --------------- | ---------- | ----- |
| 2019   | 24. november 2018 | Killington, ZDA | Veleslalom | 3.    |

##### Zmage v evropskem pokalu
| Leto | Datum            | Kraj      | Disciplina      |
| ---- | ---------------- | --------- | --------------- |
| 2015 | 7. december 2015 | Trysil    | Veleslalom      |
| 2016 | 5. januar 2016   | Zinal     | Veleslalom      |
| 2016 | 18. januar 2016  | Hochkar   | Veleslalom      |
| 2016 | 28. januar 2016  | Sestriere | Veleslalom      |
| 2016 | 12. februar 2016 | Borowez   | Veleslalom      |
| 2017 | 26. januar 2017  | Davos     | Superveleslalom |

## Rezultati svetovnega prvenstva
| Leto | Starost | Slalom | Veleslalom | Superveleslalom | Alpska kombinacija | Ekipna tekma |
| ---- | ------- | ------ | ---------- | --------------- | ------------------ | ------------ |
| 2017 | 22      | -      | 5.         | -               | -                  | 5.           |

## Rezultati mladinskega svetovnega prvenstva
| Leto | Datum       | Kraj      | Disciplina   | Mesto   |
| ---- | ----------- | --------- | ------------ | ------- |
| 2012 | 1. marec    | Roccaraso | Slalom       | 1.      |
| 2012 | 3. marec    | Roccaraso | Veleslalom   | ODSTOP2 |
| 2013 | 21. februar | Québec    | Slalom       | ODSTOP1 |
| 2013 | 22. februar | Québec    | Veleslalom   | ODSTOP2 |
| 2014 | 27. februar | Jasna     | Veleslalom   | ODSTOP1 |
| 2014 | 28. februar | Jasna     | Slalom       | 12.     |
| 2015 | 7. marec    | Hafjell   | Veleslalom   | 2.      |
| 2015 | 9. marec    | Hafjell   | Ekipna tekma | 2.      |
| 2015 | 9. marec    | Hafjell   | Slalom       | 13.     |

## Rezultati olimpijskih iger
| Leto | Starost | Slalom  | Veleslalom | Superveleslalom | Smuk | Alpska kombinacija | Ekipna tekma |
| ---- | ------- | ------- | ---------- | --------------- | ---- | ------------------ | ------------ |
| 2018 | 23      | ODSTOP1 | ODSTOP2    | -               | -    | -                  | 2.           |